# (73838) 1996 GR5
(73838) 1996 GR5 – planetoida z pasa głównego asteroid okrążająca Słońce w ciągu 4,29 lat w średniej odległości 2,64 j.a. Odkryta 11 kwietnia 1996 roku.